# Kreuzerhöhungskirche (Ternopil)
Koordinaten: 49° 33′ 4″ N, 25° 34′ 59″ O

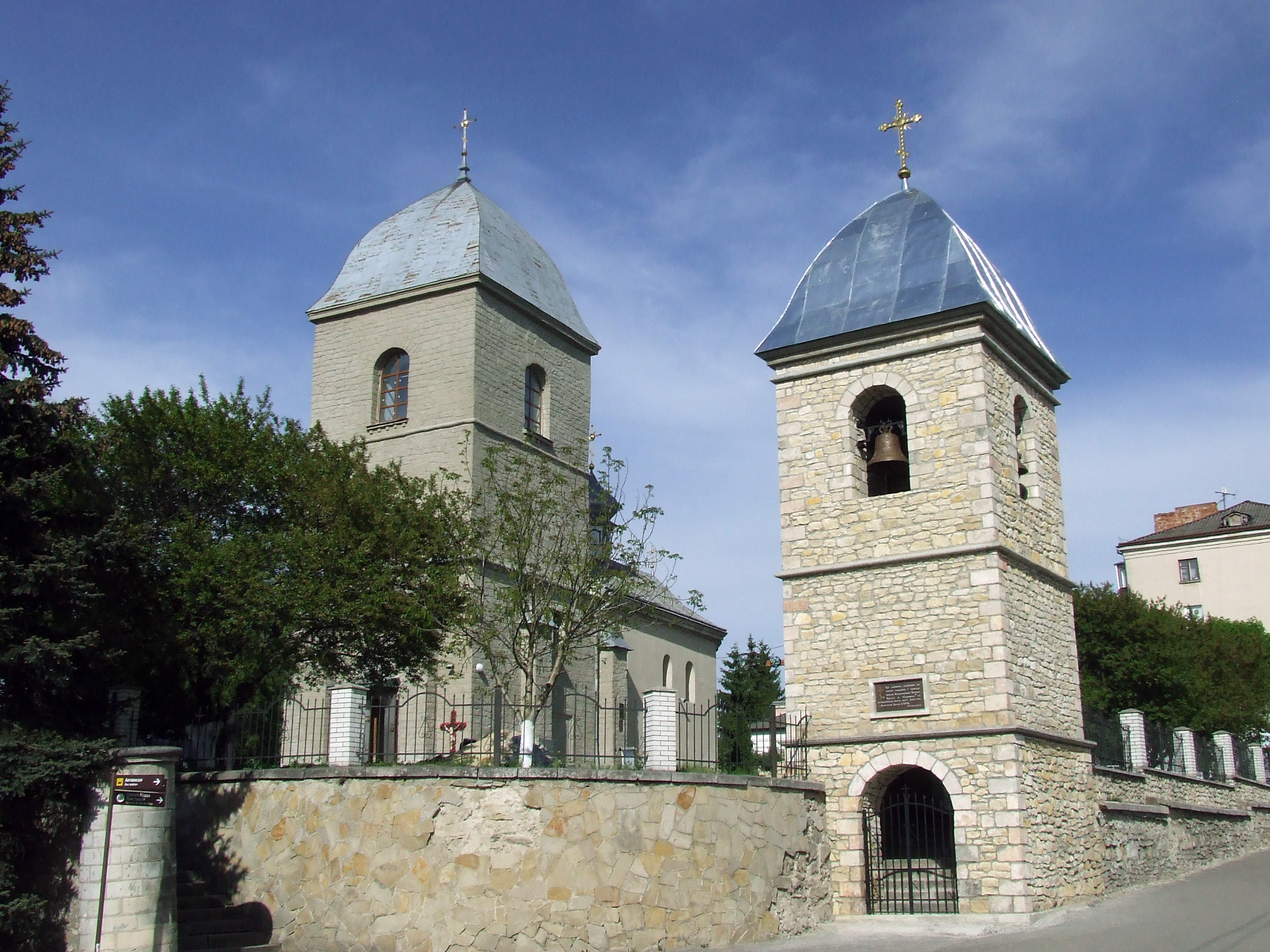
Die Kreuzerhöhungskirche in Ternopil (mit einem neuen Glockenturm)

Die Kreuzerhöhungskirche (ukrainisch Церква Воздвиження Чесного Хреста/Zerkwa Wosdwyschennja Tschesnoho Chresta) ist ein orthodoxes Kirchengebäude der Orthodoxen Kirche der Ukraine (Eparchie Ternopil) in Ternopil, einer Stadt im Westen der Ukraine und Hauptstadt der Oblast Ternopil. Das genaue Errichtungsdatum der Kirche ist unbekannt. Im Jahr 1627 baute man den Glockenturm, 1954 wurde die Kirche restauriert. Zwischen etwa 1700 und 1946 gehörte sie zur Ukrainisch griechisch-katholischen Kirche (UGKK).